# Paul Jenkins (escritor)
Paul Jenkins (6 de diciembre de 1965) es un guionista de cómics británico. Es conocido por su obra realizada para el mercado americano. En su trabajo para la editorial Marvel Comics, ha jugado un papel importante en la remodelación de los personajes de la compañía durante los últimos 20 años. También se caracteriza por su innovador trabajo narrativo en el campo de los videojuegos.

## Juventud
Paul Jenkins fue criado por una madre soltera en el West Country del Reino Unido. Tuvo su primera experiencia como escritor y director mientras estudiaba arte dramático.

## Biografía
Tras mudarse a los Estados Unidos, Jenkins se incorporó a Mirage Studios en 1988, donde trabajó como redactor jefe de producción. Editó cómics de Kevin Eastman y Peter Laird, incluyendo Las Tortugas Ninja, e incluso negoció sus derechos de licencia. 
Tras dejar Mirage, Jenkins siguió a Eastman a Tundra, otra aventura empresarial de éste. Una vez más asumió labores de edición, y también encabezó las actividades de licencia y promociones. 
Cansado de la edición, Jenkins se ofreció a diversas editoriales como guionista. Durante este proceso, consiguió convertirse en el escritor regular de Hellblazer para la línea Vertigo de DC Comics, serie en la que permanecería durante cuatro años. Su trabajo en la colección le consiguió acaparar la atención de la industria del cómic americano. 
La carrera de Jenkins en Marvel Comics empezó en 1998, cuando empezó a revitalizar algunos de los cómics de terror de la editorial. Relanzó el cómic de horror psicológico Werewolf By Night, en el que escribió seis números, hasta que la serie fue cancelada para empezar el cómic antológico Strange Tales, cuyos primeros dos números imprimieron el resto de su historia para Werewolf By Night.
Más tarde, en ese mismo año, fue responsable, junto al dibujante Jae Lee, del lanzamiento de la serie Inhumanos para el sello Marvel Knights, que resultó ser comercialmente exitosa y críticamente alabada. Esta maxiserie de 12 episodios se publicó entre noviembre de 1998 y octubre de 1999, y le deparó a Jenkins un Premio Eisner.
En 2000, Jenkins y Lee continuaron su colaboración con otra miniserie de cinco números para Marvel Knights, esta vez sobre el personaje Sentry. Aunque este héroe torturado mentalmente fue una creación original de Jenkins y Lee, Marvel lanzó un engaño promocional en el que se decía que el personaje era una creación perdida de Stan Lee, incluso anterior a Los 4 Fantásticos. Algunos años más tarde, Brian Michael Bendis reutilizó al Vigía, convirtiéndole en miembro de los Nuevos Vengadores: el propio Jenkins apareció como un personaje en el arco argumental que reintrodujo a Sentry. También en 2000, Jenkins asumió el guion de diversos cómics en el Universo Marvel convencional. En marzo, se convirtió en el guionista regular de El Increíble Hulk. Como en la mayoría de su trabajo anterior, Jenkins realizó un examen psicológico de Bruce Banner, incluyendo una mirada a las múltiples personalidades de Hulk. Su etapa de 20 números en El Increíble Hulk duró hasta noviembre de 2001. Durante el mismo periodo, Jenkins se convirtió en el guionista regular de Peter Parker: Spider-Man, a partir del número 20, en agosto de 2000. Su etapa terminó en agosto de 2003, con la cancelación de la serie. Marvel le encargó entonces el guion de The Spectacular Spider-Man Vol.2, que Jenkins escribiría durante la mayoría de su duración de tres años, junto al dibujante Humberto Ramos.
En 2001, colaboró junto al dibujante Andy Kubert en la miniserie de seis números Origen, que por primera vez revelaba los detalles de la infancia y juventud de Wolverine. La serie se convirtió en uno de los mayores éxitos de ese año para Marvel. Jenkins escribió más tarde Wolverine: The End, una historia que culminaba hilos argumentales que empezaron en Origen, aunque no es una secuela directa, ya que las historias de The End están fuera de la continuidad del Universo Marvel. 
Jenkins escribió más adelante Lobezno para Marvel, y The Darkness para Top Cow. Otro proyecto emprendido por Jenkins para Marvel fue la serie de especiales Mythos, en la que Jenkins, junto al dibujante Paolo Rivera, relataba los orígenes de los personajes de Marvel adaptados al cine, con el objetivo de llenar el hueco entre las versiones cinematográficas y de los cómics de dichos personajes. 
En 2005, Jenkins escribió la miniserie de seis números para Dark Horse Comics Revelations, ilustrada por Ramos, y Centinela para Marvel, con dibujos de John Romita Jr.. En 2006, escribió su propio cómic independiente, Sidekick, publicado por Image Comics. En ese mismo año, escribió Civil War: Front line, un spin-off del crossover Civil War, que relataba la transformación de Robbie Baldwin de Speedball a Penitencia, situación que explicó en profundidad en la miniserie Penitencia: Dolor sin fin. También escribió Guerra Mundial Hulk: Front line, así como Hijo de Hulk, desde su número 13 al 17.
Jenkins ha trabajado en varios videojuegos, tales como Legacy of Kain, Twisted Metal Black y la serie God of War. Más recientemente, ha escrito Incredible Hulk: Ultimate Destruction, creado por Radical Entertainment, y The Darkness, creado por Starbreeze Studios.
Jenkins regresó a DC Comics en 2011, jugando un papel importante en la iniciativa The New 52, y escribiendo para la serie DC Universe Presents, en historias protagonizadas por Deadman; también escribió Batman: The Dark Knight con el dibujante David Finch, y un arco argumental de dos números para Stormwatch.
En febrero de 2013 Paul Jenkins dejó DC y Marvel para trabajar en Boom! Studios. Jenkins publicó Deathmatch con Carlos Magno y Fairy Quest con Humberto Ramos, y llevó ReveRlations de Dark Horse a Boom!.